# Renfe série 334
Si la nouvelle série 334 de la Renfe provient théoriquement de la reconstruction d'anciennes machines 333.0, les éléments provenant de celles-ci sont en si petit nombre qu'on peut considérer qu'il s'agit de constructions neuves. Elles doivent remplacer les 354, qui ont subi de nombreuses réformes, en tête des Talgo entre Madrid et Murcie.

## Conception
Alstom ayant vendu son usine d'Albuixech (Valence) à Vossloh en 2005, c'est ce dernier constructeur qui termine l'étude et se charge du développement de la série 334. La construction de la première machine débute fin 2005. Le châssis est prévu pour être équipé de bogies à voie normale.
Les machines sortent d'usine avec la nouvelle livrée de Renfe Operadora, également connue sous le nom de « Pantone ».

## Service
La première machine est livrée en février 2006 et officiellement présentée au public le 8 mars. Après divers essais, les 334 sont engagées sur la relation Madrid-Murcie-Carthagène où elles remplacent les 333.4.